# Парламентские выборы в Узбекистане (1999)
Парламентские выборы прошли в два тура, первый 5 декабря 1999 года, второй в 66 из 250 избирательных округов 19 декабря. Народно-демократическая партия Узбекистана стала крупнейшей партией получив 49 из 250 мест. Явка избирателей составила 93,0 %.

## Результаты
| Партия                                          | Голосов    | %   | Мест | +/-   |
| ----------------------------------------------- | ---------- | --- | ---- | ----- |
| Местный совет номинантов                        |            |     | 110  | -57   |
| Народно-демократическая партия Узбекистана      |            |     | 49   | -20   |
| Национально-демократическая партия «Фидокорлар» |            |     | 34   | Новая |
| Партия «Ватан тараккиёти»                       |            |     | 20   | +6    |
| Социал-демократическая партия «Адолат»          |            |     | 11   | Новая |
| Демократическая партия «Миллий Тикланиш»        |            |     | 10   | Новая |
| Независимые                                     |            |     | 16   | Новая |
| Недействительные голоса                         |            | -   | -    | -     |
| Всего                                           | 12,061,266 | 100 | 250  | 0     |
| Источник                                        |            |     |      |       |